# St. Martin (Ittersdorf)

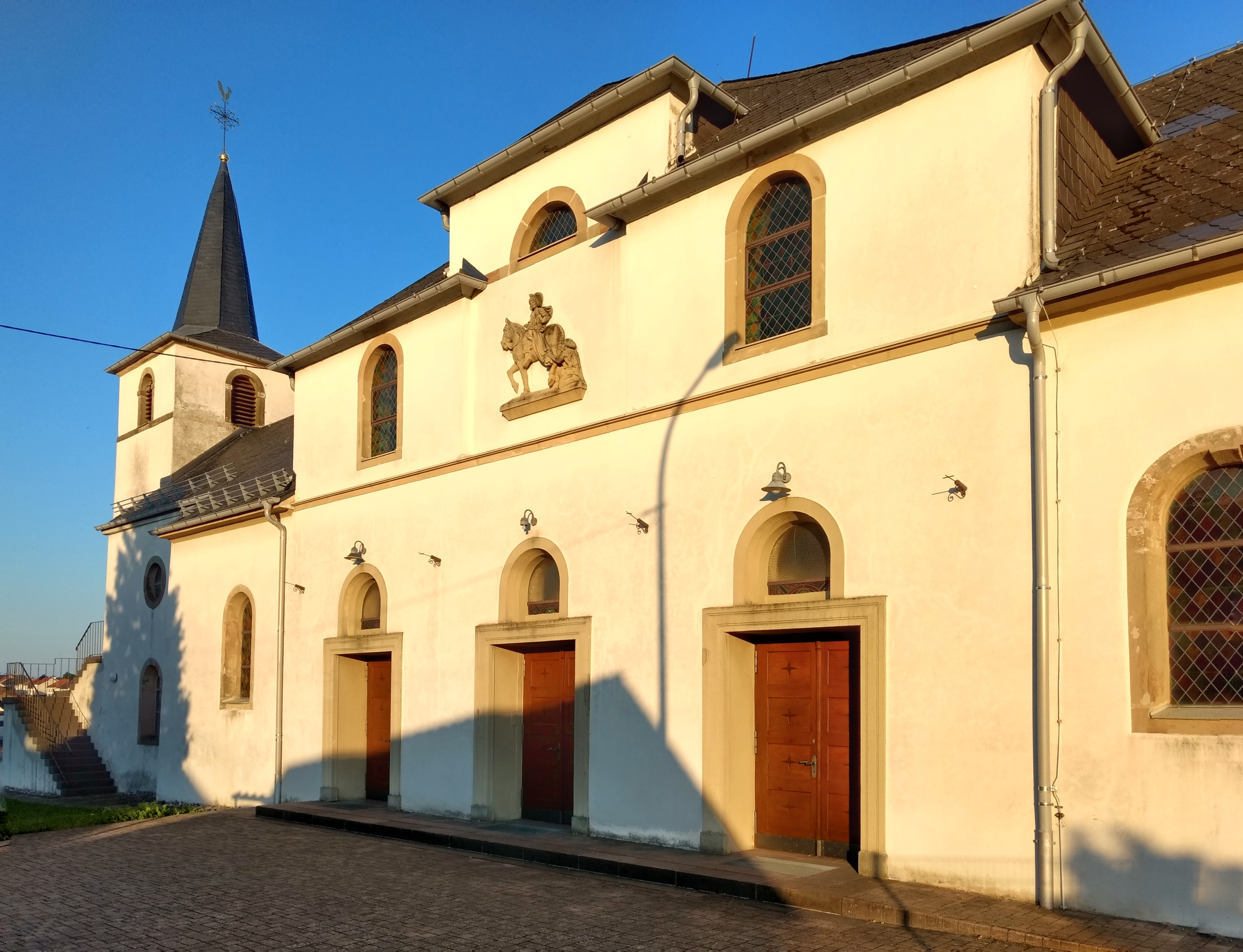
Die katholische Pfarrkirche St. Martin in Ittersdorf

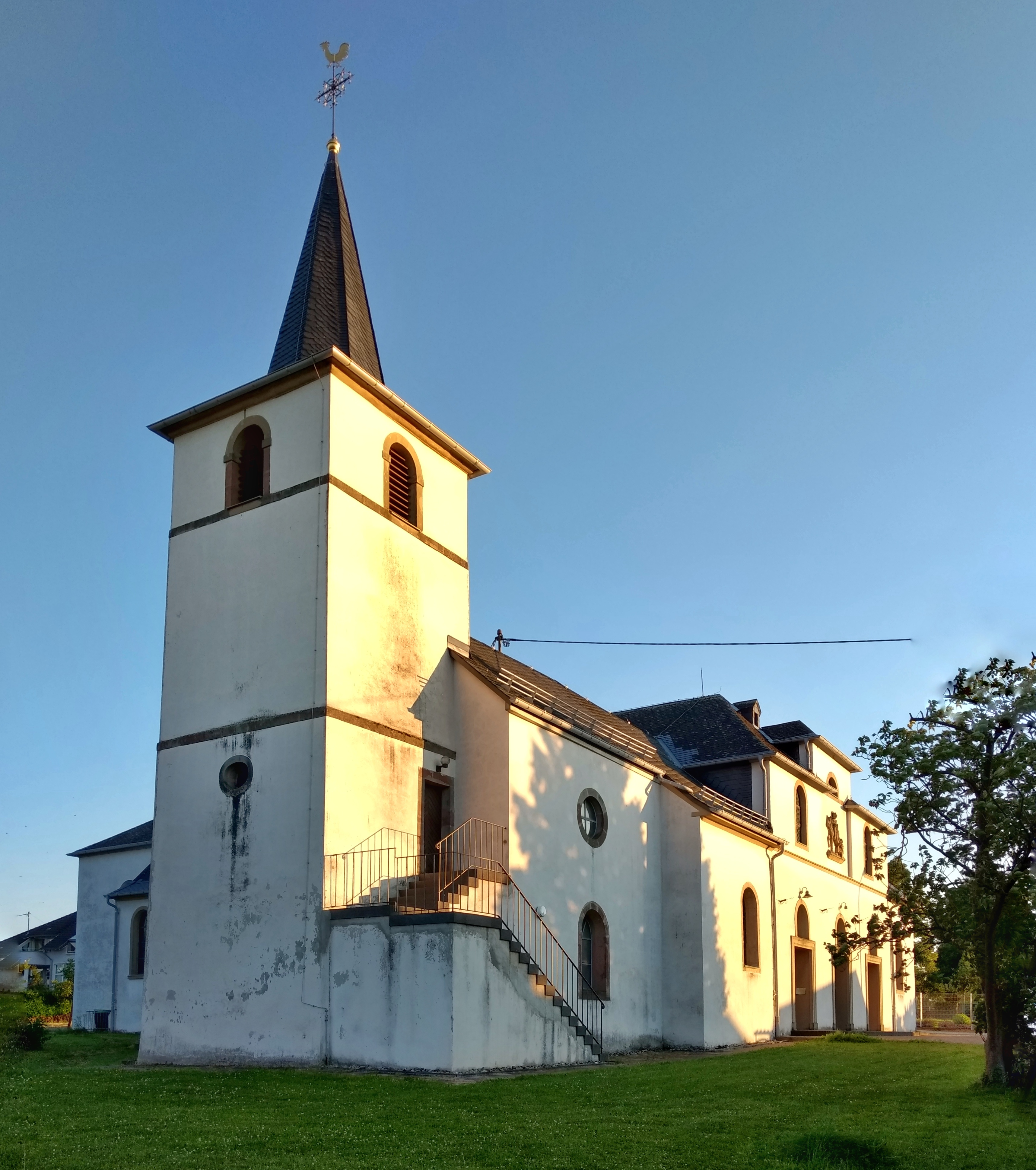
Weitere Ansicht der Kirche

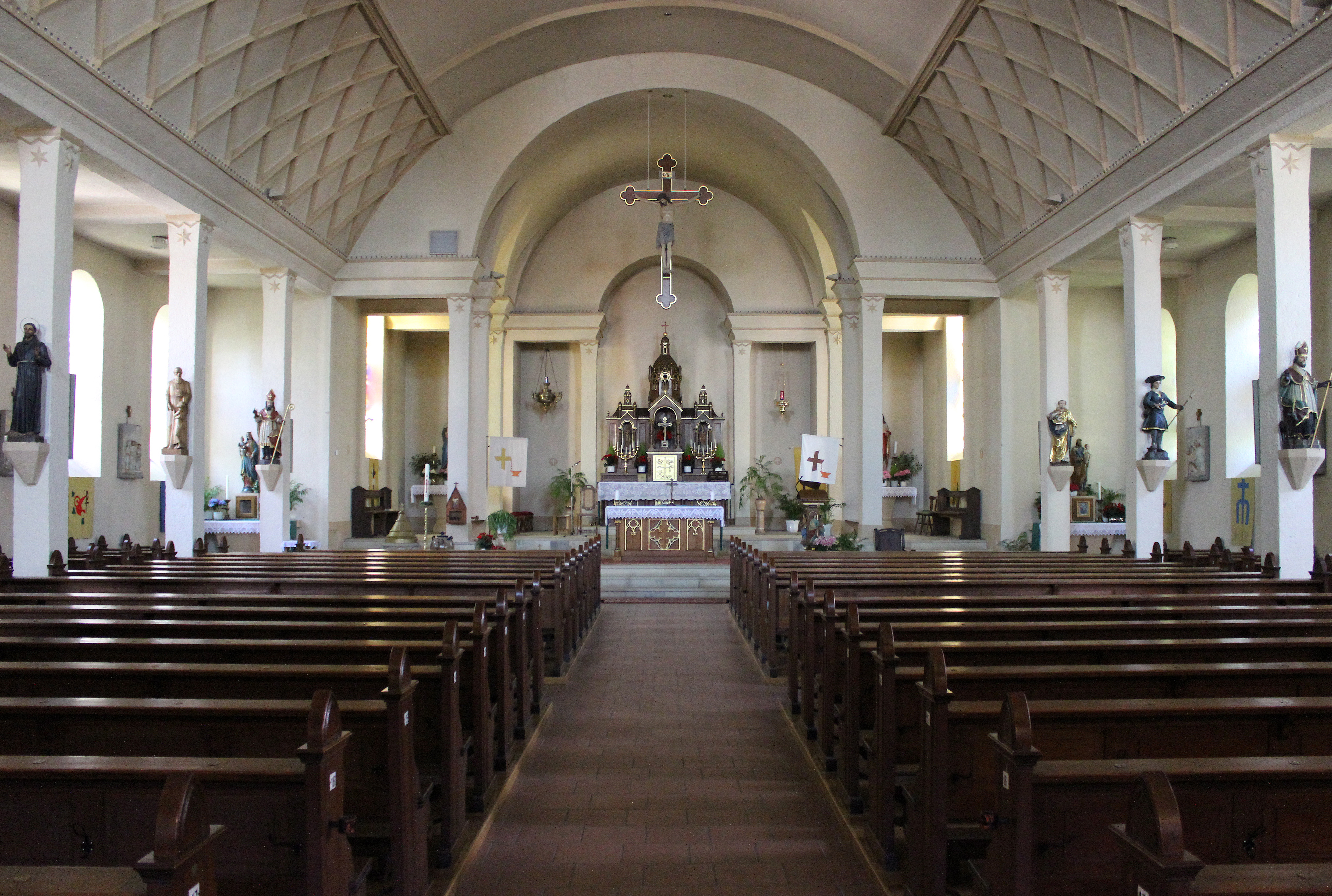
Blick ins Innere der Kirche

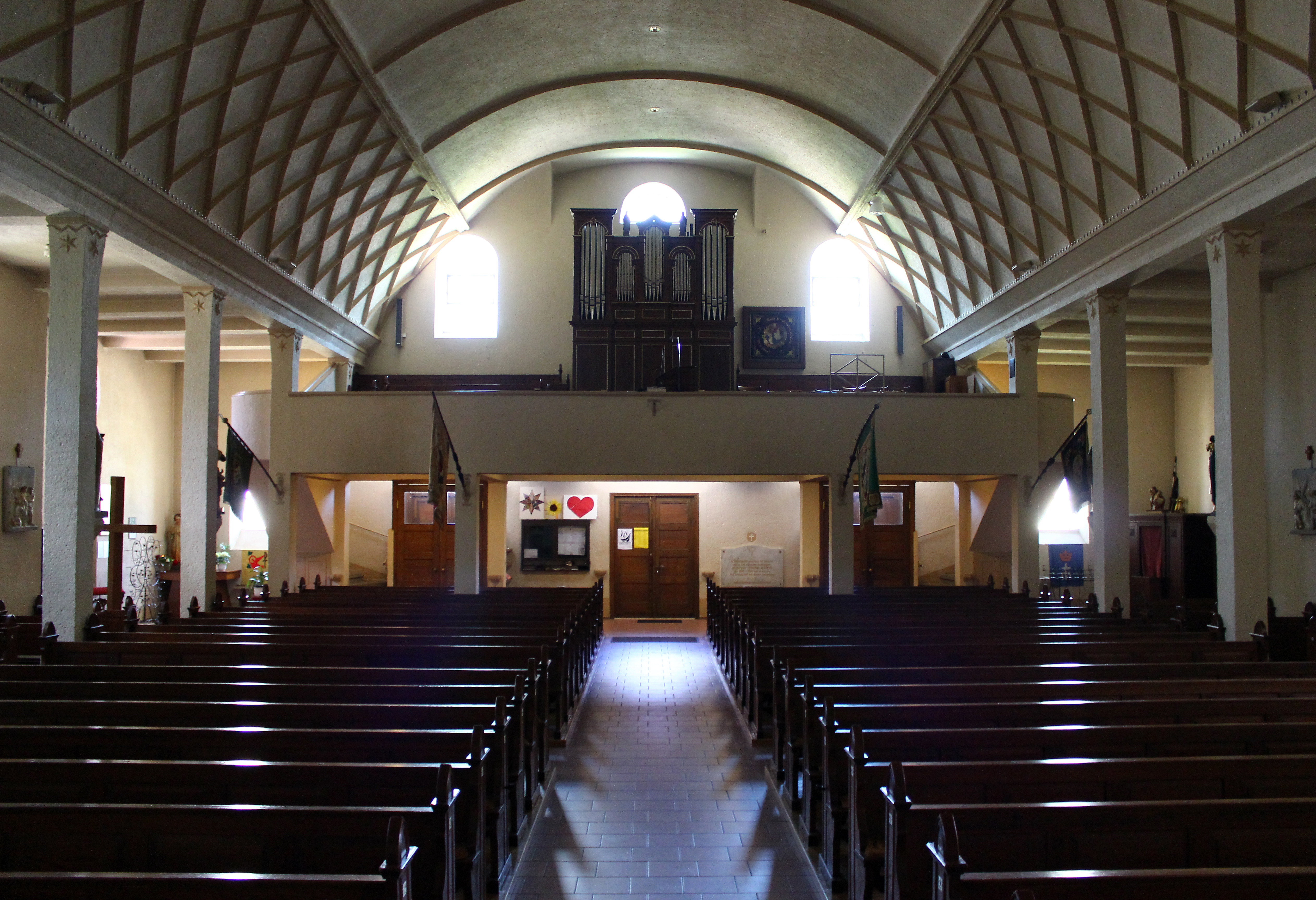
Blick vom Altarraum zur Orgelempore

Die Kirche St. Martin ist eine römisch-katholische Pfarrkirche in Ittersdorf, einem Ortsteil der saarländischen Gemeinde Wallerfangen, Landkreis Saarlouis. Kirchenpatron ist der heilige Martin. In der Denkmalliste des Saarlandes ist die Kirche als Einzeldenkmal aufgeführt.

## Geschichte
In den Jahren 1703 und 1828 wurden in Ittersdorf Kirchengebäude errichtet.
Das heutige Gotteshaus entstand in den Jahren 1927 bis 1928 nach Plänen des Architekten Peter Marx (Trier), wobei Teile der alten Kirchen integriert wurden. Zwischen 1945 und 1955 sowie zwischen 1991 und 1996 wurde die Kirche Restaurierungsarbeiten unterzogen.

## Ausstattung
Sehenswert im Inneren der Kirche sind die Fenstermalereien von H. Heyden (Metz).

## Orgel
Die Orgel der Kirche wurde 1901 von der Firma Dalstein-Hærpfer (Boulay/Lothringen) erbaut. Das Instrument verfügt über zehn klingende Register, verteilt auf zwei Manuale und Pedal, die hinter dem fünfgliedrigen Gehäuse auf pneumatisch traktierten Taschenladen eingebaut sind. Der Spieltisch der auf einer Empore aufgestellten Orgel ist in der Mittelachse der Kirche freistehend im rechten Winkel vor dem Gehäuse platziert. Bei einer Raumtemperatur von 19 °C liegt die Stimmtonhöhe der Orgel bei 435 Hz.
Das gesamte Instrument ist, bis auf eine in den 1980er Jahren vorgenommene Umstellung der Registertraktur von pneumatisch auf elektrisch, in seiner originalen Substanz erhalten. Starke Verschleiß- und Gebrauchserscheinungen, die durch zum Teil nicht ordnungsgemäß durchgeführte Reparaturen verstärkt wurden, führten dazu, dass das Instrument kaum noch benutzbar war. Daraufhin begann im Juni 2005 eine Restaurierung der Orgel.
Die Disposition lautet wie folgt:
| I Hauptwerk C–f3 |               |       |
| 1.               | Bordun        | 16′   |
| 2.               | Principal     | 8′    |
| 3.               | Flöte         | 8′    |
| 4.               | Gamba         | 8′    |
| 5.               | Octave        | 4′    |
| 6.               | Mixtur III–IV | 2 ⁄3′ |

| II Manual C–f3 |              |    |
| 7.             | Gedackt      | 8′ |
| 8.             | Salicional   | 8′ |
| 9.             | Traversflöte | 4′ |

| Pedal C–d1 |         |     |
| 10.        | Subbass | 16′ |

- Koppeln:
  - Normalkoppeln: II/I, I/P, II/P
  - Suboktavkoppeln: II/I
  - Superoktavkoppeln: I/I
- Spielhilfen: zwei feste Kombinationen, Piano, Forte

## Glocken
Im Jahr 1955 goss die Glockengießerei Otto (Saarlouis) aus Saarlouis-Fraulautern, die von Karl (III) Otto von der Glockengießerei Otto in Bremen-Hemelingen und dem Saarländer Alois Riewer 1953 gegründet worden war, für die St.-Martins-Kirche in drei Bronzeglocken mit den Schlagtönen: a‘ - h‘- d‘‘. Die Glocken haben folgende Durchmesser: 935 mm, 833 mm, 702 mm und wiegen: 520 kg, 370 kg, 210 kg.